# Corallodendron holosericeum
Corallodendron holosericeum là một loài thực vật có hoa trong họ Đậu. Loài này được (Kurz) Kuntze mô tả khoa học đầu tiên năm 1891.